# We zijn er Bijna!
We zijn er Bijna! is een Nederlands televisieprogramma dat sinds 2011 door Omroep MAX in de zomer wordt uitgezonden. Met presentatrice Martine van Os wordt een groep vakantiegangers op leeftijd gevolgd die een rondreis maken met caravan of camper. De titel van het programma lijkt te verwijzen naar het kinderliedje We zijn er bijna, we zijn er bijna, maar nog niet helemaal, wat vaak in de auto wordt gezongen als de bestemming bijna wordt bereikt.
Het realityprogramma is een samenwerking tussen Van Os en programmamaakster en producente Claudine Everaert die tussen 1994 en 2000 voor de KRO samen het programma Lieve Martine maakten. Everaert had met presentator Derk Bolt voor de KRO in 2007 en 2008 respectievelijk Gezellig naar de Krim en Gezellig naar Marokko gemaakt en wilde met Van Os een milde variant maken van dit reisprogramma. Het programma wordt in het voorjaar(in de maand mei) opgenomen in vijf of zes weken en laat naast het reizen ook de dagelijkse dingen op de camping, de groepsactiviteiten en excursies van de vakantiegangers zien en geeft ook een persoonlijk beeld van de deelnemers. Hierbij is in een aantal seizoenen een jeu-de-boules-competitie een vast onderdeel. Deze competitie wordt gespeeld op een aantal campings en op de laatste camping worden de prijzen uitgereikt aan de winnaars. De reis eindigt met een afscheidsdiner en een bonte avond op de laatste camping. Tijdens deze bonte avond wordt door de deelnemers een lied gezongen om de reisleiders te bedanken. Dit lied wordt geschreven door een van de deelnemers en gezongen op de melodie van een bekend popnummer. Daarna keren de deelnemers huiswaarts. 
Tot en met 2017 werd de reis georganiseerd door de ANWB, die ook sponsor was van het programma. Sindsdien wordt de reis georganiseerd door ACSI. We zijn er Bijna! is een kijkcijfersucces voor Omroep MAX en trekt gemiddeld meer dan een miljoen kijkers.
In 2020 werd het programma niet uitgezonden vanwege de coronapandemie die dat jaar uitbrak. Hierdoor was het dat jaar niet mogelijk om een rondreis te maken in het buitenland. Om dezelfde reden werd in 2021 voor het programma een rondreis gemaakt in Nederland in plaats van in het buitenland. Deze reis werd speciaal voor het programma samengesteld. In 2022 was een rondreis in het buitenland weer mogelijk en werd het programma opgenomen in Spanje. De deelnemers kunnen zich niet specifiek aanmelden voor het programma. De reis die wordt gevolgd wordt door Omroep MAX zelf uitgekozen in samenwerking met ACSI(tot 2017 in samenwerking met de ANWB. Dit is altijd een reis van 35 tot 39 dagen die vertrekt in mei. Op de site van ACSI(tot 2017 de site van de ANWB) wordt vermeld welke reis dit is. Bij deze reis staat vermeld dat er opnames zullen worden gemaakt voor het programma. Mensen die de reis boeken weten dan dat ze gefilmd zullen worden met als gevolg dat ze op TV komen.
Tijdens de editie van 2024 in Spanje en Portugal was er veel kritiek op een bezoek aan Pamplona dat bekend staat om de stierenrennen die daar plaatsvinden tijdens de San Fermínfeesten waarbij de stieren ook nog worden afgemaakt tijdens stierengevechten. Dit bezoek schoot bij veel kijkers in het verkeerde keelgat omdat ze vonden dat er te veel aandacht werd besteed aan dierenmishandeling.

## Seizoenen
- Seizoen 1 (2011): Corsica en Sardinië
- Seizoen 2 (2012): Spanje
- Seizoen 3 (2013): Balkan
- Seizoen 4 (2014): Italië
- Seizoen 5 (2015): Griekenland
- Seizoen 6 (2016): Spanje en Portugal
- Seizoen 7 (2017): Ierland
- Seizoen 8 (2018): Italië
- Seizoen 9 (2019): Balkan
- Seizoen 10 (2021): Nederland[6]
- Seizoen 11 (2022): Spanje
- Seizoen 12 (2023): Corsica en Sardinië
- Seizoen 13 (2024): Spanje en Portugal[7]
- Seizoen 14 (2025): Frans-Baskenland